# Gymnotus tigre
Gymnotus tigre és una espècie de peix pertanyent a la família dels gimnòtids.

## Descripció
- Fa 41,1 cm de llargària màxima.[5]

## Hàbitat
És un peix d'aigua dolça, bentopelàgic i de clima tropical.

## Distribució geogràfica
Es troba a Sud-amèrica: des de la conca del riu Pastaza a l'Equador fins a la conca del riu Tapajós al Brasil.

## Observacions
És inofensiu per als humans.